# Antonio de Marichalar y Rodríguez
Antonio de Marichalar Rodríguez Monreal de Codes y San Clemente, marquès de Montesa (Logronyo, 3 de setembre de 1893 - Madrid, 6 d'agost de 1973) va ser un crític literari i historiador espanyol, acadèmica de la Reial Acadèmia de la Història.

## Biografia
Pertanyia a una família de la noblesa navarresa, i va tenir un germà bessó que es va morir als dos anys. Era nebot del polític Luis de Marichalar y Monreal. Es llicencià en dret a la Universitat de Madrid però es va decantar per la crítica literària, i esdevindrà ambaixador de la Generació del 27. Va ser col·laborador del periòdic El Sol i de Revista de Occidente, on va escriure articles i va publicar traduccions al castellà de James Joyce, i divulgà les obres de Paul Valéry i Virginia Woolf. També col·laborà a Finisterre i The Criterion.
Durant la guerra civil espanyola va marxar a l'exili. En tornar el 1940 fou conseller i redactor de la revista Escorial, que va fundar amb Pedro Laín Entralgo i Luis Rosales. També ha publicat articles sobre heràldica, història i genealogia navarreses.
El 1954 fou nomenat vocal del Reial Patronat del Museu del Prado i el 1953 fou nomenat acadèmic de la Reial Acadèmia de la Història. També fou membre de l'Acadèmia de les Bones Lletres de Barcelona i de l'Academia Nacional de Historia de Buenos Aires.

## Obres
- Palma (1923)
- Riesgo y ventura del Duque de Osuna (1930), biografia
- Mentira desnuda (1933), col·lecció d'assaigs
- Tres figuras del siglo XVI (1945), assaig
- Las cadenas del duque de Alba (1947), assaig
- Julián Romero (1952), biografia